# ウラジーミル・コロリョフ
ウラジーミル・イワノビッチ・コロリョフ（ロシア語: Влади́мир Ива́нович Королёв、1955年2月1日 - ）は、ロシアの海軍軍人。
階級は海軍大将。2016年4月から2019年5月までロシア海軍総司令官。
潜水艦士官の出身。

## 経歴

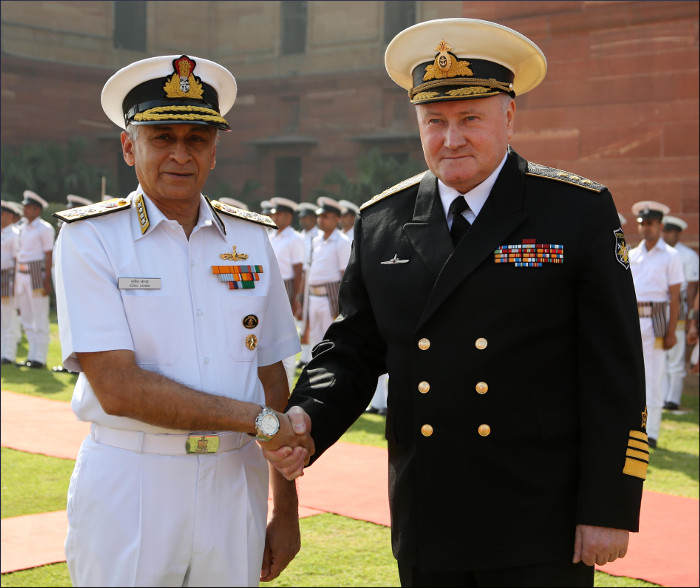
コロリョフ（右）とインド海軍長官スニル・ランバ海軍大将（2017年）

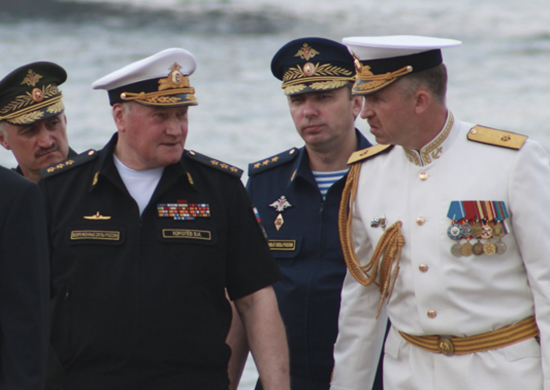
コロリョフ（左）（2018年）

1977年、フルンゼ高等海軍学校卒業。1977年から1981年までヴィクターII型原子力潜水艦「K-467」航海士。1981年から1984年までヴィクターII型原子力潜水艦「K-495」副司令官。1987年、クズネツォフ海軍大学校卒業。1987年から1988年までヴィクターII型原子力潜水艦「K-488」艦長。1988年から1993年までヴィクターII型原子力潜水艦「K-387」艦長。1993年12月から1996年4月まで北方艦隊第24潜水艦師団副司令官。1996年から2000年まで北方艦隊の対潜水艦師団に勤務し、ガジェヴォの基地司令官を務めた。その後、2002年9月から2005年8月まで参謀長を務め、その後2005年8月から2007年11月まで北方艦隊第12戦隊の潜水艦を指揮した。
2007年、北方艦隊副司令官。2008年、キーロフ級ミサイル巡洋艦「ピョートル・ヴェリーキイ」、ウダロイ級駆逐艦「アドミラル・チャバネンコ」などからなる艦隊を指揮し、キューバ、ベネズエラ、パナマを訪問し、カリブ海での演習に参加した。2009年、北方艦隊参謀長兼副司令官。 2010年、黒海艦隊司令官。2011年、北方艦隊司令官。
2014年、北方艦隊統合戦略軍司令官。前任者であるヴィクトル・チルコフの病気休暇に伴い、ロシア海軍総司令官代理に任命された。2016年4月、ロシア海軍総司令官。
2019年5月3日、ロシア海軍総司令官を退任した。後任はニコライ・エフメノフ。

## 栄典
- 祖国功労勲章（英語版） - 2009年
- 軍事功労勲章（英語版） - 1996年
- 海軍功労勲章（英語版） - 2014年
- 3等ソ連軍祖国貢献勲章（英語版） - 1989年